# جوزيف س. هارت
جوزيف س. هارت (بالإنجليزية: Joseph C. Hart)‏ هو كاتب أمريكي، ولد في 1798، وتوفي في 1855 في سانتا كروث دي تينيريفه في إسبانيا.